# Valencijština
Valencijština (valencijsky a katalánsky Valencià) je historické a úřední označení katalánštiny ve Valencii. Jako dialekt katalánštiny má valencijština určité jazykové odlišnosti od standardní katalánštiny a ve Valencii byl zřízen zvláštní regulátor valencijské katalánštiny – Valencijská jazyková akademie.

## Příklady

### Číslovky
| Valencijsky | Česky |
| u           | jeden |
| dos         | dva   |
| tres        | tři   |
| quatre      | čtyři |
| cinc        | pět   |
| sis         | šest  |
| sèt         | sedm  |
| huit        | osm   |
| nou         | devět |
| dèu         | deset |

## Autoři a literatura
- Misteri d'Elx (cca 1350): Liturgické drama. Zapsáno na seznam Mistrovských děl ústního a nehmotného dědictví lidstva UNESCO.
- Curial e Güelfa (15. století): Humanistický rytířský román.
- Ausiàs March (1400, Gandia – 3. března 1459, Valencie): Básník, jehož dílo bylo široce čteno v renesanční Evropě.
- Joanot Martorell (1413, Gandia – 1468): Rytíř a autor románu Tirant lo Blanch.
- Isabel de Villena (1430, Valencie – 1490): Náboženská básnířka.
- Joan Roís de Corella (1435, Gandia nebo Valencie – 1497, Valencie): Rytíř a básník.
- Obres e trobes en lahors de la Verge Maria (1474): První kniha vytištěná ve Španělsku. Jedná se o sborník náboženské poezie ze soutěže pořádané téhož roku ve Valencii.[1]